# Alexis Bledel

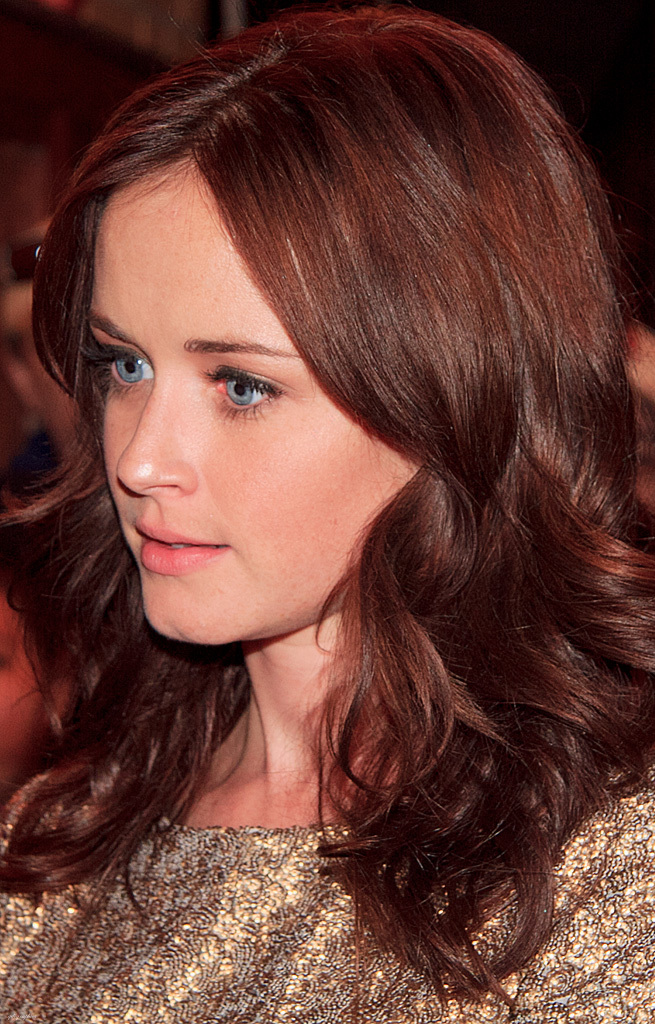
Alexis Bledel (2011)

Kimberly Alexis Bledel (* 16. September 1981 in Houston, Texas) ist eine US-amerikanische Schauspielerin und ein Model. Sie wurde vor allem durch die Rolle der Rory Gilmore in der Fernsehserie Gilmore Girls bekannt.

## Privatleben
Bledel wurde 1981 in Houston geboren und wuchs dort auch auf. Ihr Vater Martín kommt aus Argentinien und ihre Mutter Nanette aus Mexiko. Deshalb wuchs sie zunächst mit Spanisch als Muttersprache auf. Erst in der Schule lernte sie Englisch. Noch heute unterhält sich die Familie untereinander auf Spanisch.
Bledel war von Ende 2002 bis Mitte 2006 mit ihrem Schauspielkollegen Milo Ventimiglia liiert. 2013 verlobte sie sich mit dem Schauspieler Vincent Kartheiser, den sie im Juni 2014 in Kalifornien heiratete. Im Herbst 2015 brachte sie einen Sohn zur Welt. Im August 2022 ließen sich Bledel und Kartheiser nach acht Ehejahren scheiden.

## Karriere
Als Kind war sie sehr schüchtern, weshalb ihre Eltern sie mit acht Jahren zu einer Theatergruppe schickten, in der Hoffnung, dadurch ihr Selbstbewusstsein zu stärken. Bald hatte sie ihre ersten Auftritte in Der Zauberer von Oz und Aladin. Im Alter von 14 Jahren begann Bledel für einige Jahre zu modeln, nachdem sie in einem örtlichen Einkaufszentrum entdeckt worden war.
Von 1996 bis 1999 besuchte sie die private High School St. Agnes Academy in Houston und begann 2000 ein Schauspielstudium an der New York University. Im selben Jahr nahm sie am Casting für die Serie Gilmore Girls teil und bekam trotz fehlender Fernseherfahrung die Rolle der Rory, da die Crew von ihrer Natürlichkeit und Art begeistert war. So brach sie nach einem Jahr ihr Studium ab und zog von New York City nach Los Angeles.
Nach ihrem Durchbruch spielte sie parallel zu Gilmore Girls in mehreren Filmen mit. Im Oktober 2002 hatte sie mit Bis in alle Ewigkeit ihr Kinodebüt. Außerdem spielte sie 2003 im Musikvideo zu She’s Gonna Break Soon von der aus Gainesville stammenden Ska-Punk-Band Less Than Jake. 2004 war sie in dem Bollywoodfilm Liebe lieber indisch in einer Nebenrolle zu sehen.
2005 spielte sie in Sin City mit und übernahm eine der Hauptrollen in dem Film Eine für 4; 2008 war sie in der Fortsetzung Eine für 4 – Unterwegs in Sachen Liebe zu sehen. Für den Kurzfilm Life is Short, in dem sie 2006 mitgespielt hat, trat Bledel auch als Produzentin in Erscheinung. Im Mai 2009 begann Bledel wieder zu modeln und unterschrieb einen Modelvertrag bei der Agentur IMG Models.
2016 wurden im Auftrag von Netflix vier 90-minütige neue Episoden, in Deutschland als Gilmore Girls: Ein neues Jahr betitelt, von Gilmore Girls produziert, und Bledel ist dabei neben einem Großteil der alten Besetzung zu sehen. Von 2017 bis 2021 spielte sie in der Serie The Handmaid’s Tale – Der Report der Magd mit, wofür sie mit dem Emmy als Beste Gastdarstellerin in einer Dramaserie ausgezeichnet wurde.

## Filmografie (Auswahl)
- 1998: Rushmore
- 2000–2007: Gilmore Girls (Fernsehserie, 153 Folgen)
- 2002: Bis in alle Ewigkeit (Tuck Everlasting)
- 2004: Liebe lieber indisch (Bride and Prejudice)
- 2004: DysEnchanted (Kurzfilm)
- 2005: The Orphan King
- 2005: Sin City
- 2005: Eine für 4 (The Sisterhood of the Traveling Pants)
- 2006: Mein Name ist Fish (I’m Reed Fish)
- 2006: Life is Short (Kurzfilm)
- 2006: Zoom – Akademie für Superhelden (Cameoauftritt)
- 2008: Eine für 4 – Unterwegs in Sachen Liebe (The Sisterhood of the Traveling Pants 2)
- 2009: Emergency Room – Die Notaufnahme (ER, Fernsehserie, Folge 15x22 Zu guter Letzt…)
- 2009: The Good Guy – Wenn der Richtige der Falsche ist (The Good Guy)
- 2009: (Traum)Job gesucht (Post Grad)
- 2010: The Kate Logan Affair
- 2010: Die Lincoln Verschwörung (The Conspirator)
- 2011: Hangover in L.A. (Girl Walks Into a Bar)
- 2011: Violet & Daisy
- 2012: Mad Men (Fernsehserie, 3 Folgen)
- 2012: Schmerzensgeld – Wer reich sein will, muss leiden (The Brass Teapot)
- 2013: Jeden Tag aufs Neue (Remember Sunday, Fernsehfilm)
- 2013–2014: Us & Them (Fernsehserie)
- 2014: Parts Per Billion
- 2015: Motive (Fernsehserie, Folge 3x03)
- 2015: Jenny’s Wedding
- 2016: Gilmore Girls: Ein neues Jahr (Gilmore Girls: A Year in the Life, Miniserie, 4 Folgen)
- 2017–2021: The Handmaid’s Tale – Der Report der Magd (The Handmaid’s Tale, Fernsehserie, 20 Folgen)
- 2019: Crypto – Angst ist die härteste Währung (Crypto)

## Theater
- 2011: Love, Loss, and What I Wore
- 2012: Regrets
- 2016: College Republicans

## Auszeichnungen und Nominierungen
Emmy
- 2017: Beste Gastdarstellerin in einer Dramaserie für The Handmaid’s Tale – Der Report der Magd
- 2018: Nominierung als beste Nebendarstellerin in einer Dramaserie für The Handmaid’s Tale – Der Report der Magd

Saturn Award
- 2003: Nominierung als beste Nachwuchsschauspielerin für Bis in alle Ewigkeit

Satellite Award
- 2003: Nominierung als beste Darstellerin in einer Serie (Komödie/Musical) für Gilmore Girls

Teen Choice Award
- 2001: Nominierung als Choice TV Actress für Gilmore Girls
- 2002: Nominierung als Choice TV Actress: Drama für Gilmore Girls
- 2004: Nominierung als Choice TV Actress: Comedy für Gilmore Girls
- 2005: Nominierung als Choice TV Actress: Comedy für Gilmore Girls
- 2005: Nominierung als Choice Movie Actress: Drama für Eine für 4
- 2005: Nominierung als Choice Movie Love Scene für Eine für 4
- 2005: Nominierung als Choice TV Chemistry für Gilmore Girls
- 2006: Choice TV Actress: Comedy für Gilmore Girls
- 2006: Nominierung als Choice TV Chemistry für Gilmore Girls

Young Artist Award
- 2001: Beste Hauptdarstellerin in einer Fernsehserie für Gilmore Girls
- 2002: Nominierung als beste Nebendarstellerin in einer Fernsehserie für Gilmore Girls